# Coupe des Guyanes de football
La Coupe des Guyanes est une compétition de football, créée en 2008, qui voit s'affronter les meilleurs clubs de Guyane, du Suriname et du Guyana (jusqu'en 2012).

## Résultats détaillés

### Édition 2008
La compétition oppose quatre équipes : les clubs de Guyane de l'ASC Le Geldar et de l'US Matoury, l'Alpha United FC (Guyana) et l'Inter Moengotapoe (Suriname).
Classement
Le classement est établi sur le barème de points suivant : victoire à 3 points, match nul à 1, défaite à 0.
| Rang | Équipe            | Pts | J | G | N | P | Bp | Bc | Diff |
| ---- | ----------------- | --- | - | - | - | - | -- | -- | ---- |
| 1    | ASC Le Geldar     | 9   | 3 | 3 | 0 | 0 | 8  | 2  | +6   |
| 2    | Inter Moengotapoe | 3   | 3 | 1 | 0 | 2 | 4  | 4  | 0    |
| 3    | US Matoury        | 3   | 3 | 1 | 0 | 2 | 5  | 6  | -1   |
| 4    | Alpha United FC   | 3   | 3 | 1 | 0 | 2 | 3  | 8  | -5   |

|  | Vainqueur de la Coupe des Guyanes 2008 |

### Édition 2009
L'édition 2009 oppose toujours quatre équipes : le club de Guyane de l'ASC Le Geldar, l'Alpha United FC du Guyana et les clubs du Suriname du Walking Bout Company et du SV Leo Victor.
Le classement est établi sur le barème de points suivant : victoire à 3 points, match nul à 1, défaite à 0.
| Rang | Équipe               | Pts | J | G | N | P | Bp | Bc | Diff |
| ---- | -------------------- | --- | - | - | - | - | -- | -- | ---- |
| 1    | SV Leo Victor        | 7   | 3 | 2 | 1 | 0 | 9  | 2  | +7   |
| 2    | Walking Bout Company | 7   | 3 | 2 | 1 | 0 | 8  | 2  | +6   |
| 3    | Alpha United FC      | 3   | 3 | 1 | 0 | 2 | 6  | 10 | -4   |
| 4    | ASC Le Geldar        | 0   | 3 | 0 | 0 | 3 | 3  | 12 | -9   |

### Édition 2010
L'édition 2010 oppose  toujours quatre équipes : le club de Guyane de l'ASC Le Geldar, l'Inter Moengotapoe du Suriname et les clubs de l'Alpha United FC et du Guyana Defence Force du Guyana.
Classement
| Rang | Équipe               | Pts | J | G | N | P | Bp | Bc | Diff |
| ---- | -------------------- | --- | - | - | - | - | -- | -- | ---- |
| 1    | Inter Moengotapoe    | 5   | 3 | 1 | 2 | 0 | 6  | 3  | +3   |
| 2    | Alpha United FC      | 4   | 3 | 1 | 1 | 1 | 5  | 6  | -1   |
| 3    | ASC Le Geldar        | 4   | 3 | 1 | 1 | 1 | 3  | 4  | -1   |
| 4    | Guyana Defence Force | 2   | 3 | 0 | 2 | 1 | 4  | 5  | -1   |

|  | Vainqueur de la Coupe des Guyanes 2010 |

### Édition 2011
L'édition 2011 oppose toujours quatre équipes : les clubs de Guyane de l'US Matoury (champion) et le ASC Le Geldar (vice-champion), l'Inter Moengotapoe du Suriname et le club de l'Alpha United FC du Guyana.
Classement
| Rang | Équipe                 | Pts | J | G | N | P | Bp | Bc | Diff |
| ---- | ---------------------- | --- | - | - | - | - | -- | -- | ---- |
| 1    | US Matoury             | 6   | 3 | 2 | 0 | 1 | 6  | 2  | +4   |
| 2    | ASC Le Geldar          | 6   | 3 | 2 | 0 | 1 | 5  | 4  | +1   |
| 3    | Inter Moengotapoe (+1) | 5   | 3 | 1 | 1 | 1 | 4  | 4  | 0    |
| 4    | Alpha United FC        | 1   | 3 | 0 | 1 | 2 | 4  | 9  | -5   |

|  | Vainqueur de la Coupe des Guyanes 2011 |

### Édition 2012
L'édition 2012 oppose toujours quatre équipes : le champion de Guyane, l'US Matoury, le Wester Tigers FC du Guyana (ayant remplacé l'Alpha United FC) et les clubs surinamiens du SV Robinhood (champion) et l'Inter Moengotapoe (vice-champion). Contrairement aux éditions précédentes la formule adoptée est celle des matchs à élimination directe (demi-finales et finale).
|  | Demi-finales        | Demi-finales        |              |   | Finale              | Finale              |
|  | Demi-finales        | Demi-finales        |              |   | Finale              | Finale              |
|  |                     |                     |              |   |                     |                     |
|  | 17 août, Paramaribo | 17 août, Paramaribo |              |   | 19 août, Paramaribo | 19 août, Paramaribo |
|  | 17 août, Paramaribo | 17 août, Paramaribo |              |   | 19 août, Paramaribo | 19 août, Paramaribo |
|  | Inter Moengotapoe   | 2                   |              |   | 19 août, Paramaribo | 19 août, Paramaribo |
|  | Inter Moengotapoe   | 2                   |              |   | 19 août, Paramaribo | 19 août, Paramaribo |
|  | US Matoury          | 1                   |              |   | 19 août, Paramaribo | 19 août, Paramaribo |
|  | US Matoury          | 1                   | SV Robinhood | 1 |                     |                     |
|  | 17 août, Paramaribo |                     | SV Robinhood | 1 |                     |                     |
|  |                     | Inter Moengotapoe   | 0            |   |                     |                     |
|  | SV Robinhood        | Inter Moengotapoe   | 0            | 1 |                     |                     |
|  | SV Robinhood        |                     |              | 1 |                     |                     |
|  | Wester Tigers FC    | 0                   |              |   |                     |                     |
|  | Wester Tigers FC    | 0                   | 3e place     |   |                     |                     |
|  |                     |                     |              |   |                     |                     |
|  | 19 août, Paramaribo |                     |              |   |                     |                     |
|  |                     |                     |              |   |                     |                     |
|  | US Matoury          | 2                   |              |   |                     |                     |
|  | US Matoury          | 2                   |              |   |                     |                     |
|  | Wester Tigers FC    | 0                   |              |   |                     |                     |
|  | Wester Tigers FC    | 0                   |              |   |                     |                     |

|  | Vainqueur de la Coupe des Guyanes 2012 |

### Édition 2014
L'édition 2013 est annulée puisque le Guyana s'avère incapable d'en assurer l'organisation. Ainsi l'édition 2014, renommée Tournoi du plateau des Guyanes 2014, se déroule sans la participation des clubs guyaniens et oppose pour l'occasion les champion et vice champion du Suriname (Inter Moengotapoe et SV Excelsior, respectivement) et de la Guyane (US Matoury et ASC Le Geldar, resp.). Comme en 2012, la formule adoptée est celle des matchs à élimination directe (demi-finales et finale).
|  | Demi-finales                 | Demi-finales                 |            |       | Finale                       | Finale                       |
|  | Demi-finales                 | Demi-finales                 |            |       | Finale                       | Finale                       |
|  |                              |                              |            |       |                              |                              |
|  | 18 décembre, Remire-Montjoly | 18 décembre, Remire-Montjoly |            |       | 20 décembre, Remire-Montjoly | 20 décembre, Remire-Montjoly |
|  | 18 décembre, Remire-Montjoly | 18 décembre, Remire-Montjoly |            |       | 20 décembre, Remire-Montjoly | 20 décembre, Remire-Montjoly |
|  | Inter Moengotapoe            | 2                            |            |       | 20 décembre, Remire-Montjoly | 20 décembre, Remire-Montjoly |
|  | Inter Moengotapoe            | 2                            |            |       | 20 décembre, Remire-Montjoly | 20 décembre, Remire-Montjoly |
|  | SV Excelsior                 | 1                            |            |       | 20 décembre, Remire-Montjoly | 20 décembre, Remire-Montjoly |
|  | SV Excelsior                 | 1                            | US Matoury | 1     |                              |                              |
|  | 18 décembre, Remire-Montjoly |                              | US Matoury | 1     |                              |                              |
|  |                              | Inter Moengotapoe            | 2          |       |                              |                              |
|  | US Matoury                   | Inter Moengotapoe            | 2          | 0 (2) |                              |                              |
|  | US Matoury                   |                              |            | 0 (2) |                              |                              |
|  | ASC Le Geldar                | 0 (0)                        |            |       |                              |                              |
|  | ASC Le Geldar                | 0 (0)                        | 3e place   |       |                              |                              |
|  |                              |                              |            |       |                              |                              |
|  | 20 décembre, Remire-Montjoly |                              |            |       |                              |                              |
|  |                              |                              |            |       |                              |                              |
|  | ASC Le Geldar                | 4                            |            |       |                              |                              |
|  | ASC Le Geldar                | 4                            |            |       |                              |                              |
|  | SV Excelsior                 | 2                            |            |       |                              |                              |
|  | SV Excelsior                 | 2                            |            |       |                              |                              |

|  | Vainqueur de la Coupe des Guyanes 2014 |

## Bilan

### Par club
| 0Club                | 0Victoires | 02e place / finale |
| Inter Moengotapoe    | 2          | 2                  |
| ASC Le Geldar        | 1          | 1                  |
| US Matoury           | 1          | 1                  |
| SV Leo Victor        | 1          | 0                  |
| SV Robinhood         | 1          | 0                  |
| Alpha United FC      | 0          | 1                  |
| Walking Bout Company | 0          | 1                  |

### Par nation
| 0Nation  | 0Victoires | 02e place / finale |
| Suriname | 4          | 3                  |
| Guyane   | 2          | 2                  |
| Guyana   | 0          | 1                  |